# Шелюк Іван Семенович
Іван Семенович Шелюк (1906 р. с. Янушпіль Житомирська область) — український письменник з Житомирщини.

## Біографія
Народився Іван Семенович Шелюк у 1906 році в селищі Янушпіль (тепер Іванопіль Чуднівського району) в селянській родині. Про свої дитячі та юнацькі роки, навчання в агрошколі та педучилищі він розповідає у книза спогадів «Лихоліття». Це вражаючий життєпис уже немолодого автора, в якому є багатовартих уваги фактів як з власного життя, так і з життя людей, які його оточували і зникали у вирі сталінської епохи.
З початком німецько-радянської війни Іван Шелюк переїздить до родичів (його дружина Станіслава була полькою за національністю) дружини і оселяється біля Варшави. У 1944 році разом із сином вступає до війська польського, а демобілізувавшись у 1946 році, вчителює в технікумі залізничного транспорту, співпрацює в газеті «Наше слово». Шлях на Батьківщину не віщував йому нічого доброго, а тому закінчив його майже в столітньому віці на чужій землі.

## Творчість
У 1930 році в Харкові вийшла його перша книижка під назвою «Наші портрети». Літературною діяльністю молодий автор захопився ще будучи учнем Турчинівскої агрошколи (тепер село Турчинівка Чуднівського району), в якій навчався разом з майбутнім письменником Остапом Демчука. В новелах, оповіданнях та віршах, що ввійшли до книжки, йшлося про життя людей тогочасного села, про соціалні процеси, що відбувалися в ньому, про власну участь в роботі товариства спільного обробітку землі у своєму селі. Це ж товариствоі простелило йому шлях до навчальних закладів — спочатку в агрошколу, потім у Коростишівське педучилище. В 30-х рока І. Шелюк разом з дружною працювали в школах на Поліссі: Заньківка, Гришківка, Кмитів, Потіївка.
Після кількох років роботи в школах Іван Шелюк вступив на навчання до Житомирського педінституту. Тридцяті роки були досить складними в суспільно-політичному житті України, в тому числі і для педколективу інституту. В цей час було заарештовано директора Василя Гоцу, кількох викладачів і студентів, сліди яких загубилися на Соловках. На будівництво Білокорсько-Балтійського каналу потрапив, як «класовий ворог», і батько молодого вчителя. Не пройшли повз увагу каральних органів синові відвідини батька в далекій стороні. Мабуть, врятувало його направлення на роботу в західні області України у 1939 році. Опинившись на посаді вчителя української мови і літератури в Заліщицькому технікуі плодоовочівництва та городництва, який був організований на базі колишньої польської школи «огороднічей», Іван Шелюк навчає українських, польських, єврейських дітей української мови, організовує гурток художнього слова, удосконалює власну педагогічну майстерність. Ряд його вихованців, особливо євреїв, розстріляють фашисти, інші — загинуть на фронтах Великої Вітчизняної війни та в різних формуваннях послідовників Степана Бандери.
До свого вісімдесятиліття у 1986 році Іван Шелюк написав книгу «Голод». Це розповідь про трагедію українського народу — голодомор 1932—1933 років. Працюючи в той час в школах Полісся, молодий вчитель на власному досвіді пережив цю трагедію, став свідком народних мук, смерті від голоду багатьох людей. У цій книзі, видрукуваній на ротапринті, автор подає ряд поезій, памфлетів, які таврують сталінізм, ілюстрацій, молитву-звернення до України та її духоного багатства — мови:
Люби до скону, до загину

Святу блакитну Україну!
За свою літературну діяльність Іван Шелюк неодноразово нагороджувався польськими відзнаками, але душа його завжди була на Україні як у Янушполі, так і в Заліщиках, які дали йому притулок і врятували від репресій.
На жаль ім'я І. Шелюка, як і багатьох інших діячів української культури в зарубіжжі і їхні твори на Україні до 90-х років минулого століття були невідомі. Родичі І.Шелюка, які мешкають в Іванополі, маючи його книги, нікому їх, з відомих причин, не показували.